# Góngora (cognom)

Escut d'armes pertanyent a un llinatge amb el cognom Góngora.

El cognom Góngora (èuscar: Gongora) és originari de Navarra, on hi ha un poble amb aquest nom, però no és clar si el lloc és anterior al cognom. S'ha trobat evidència relativa a la participació d'un Góngora a la batalla de Las Navas de Tolosa contra els àrabs.
Julio de Atienza, al seu diccionari Nobiliario español, parla del cognom Góngora i de la seva relació nobiliària.

## Personalitats destacades
- Alonso de Góngora Marmolejo (1523–1575), conquistador i historiador espanyol.
- Luis de Góngora y Argote (1561-1627), poeta del barroc espanyol.
- Diego de Góngora, primer governador de la província de Buenos Aires, abans del Virregnat del Riu de la Plata, el 1618.
- Carlos de Sigüenza y Góngora (1645-1700), científic, historiador i escriptor mexicà.
- Juan Góngora y Cruzat, nomenat per Carles II "Marquès de Góngora" cap al 1695.[2]
- Antonio Caballero y Góngora (1723-1796), arquebisbe de Bogotà i virrei de Nova Granada entre 1782 i 1789.